# 西村雄一郎
西村 雄一郎（にしむら ゆういちろう、1951年10月30日 - ）は、佐賀県を拠点に活動する映画評論家。

## 来歴・人物
佐賀県の県都・佐賀市の老舗旅館「松川屋」の長男として生まれる。5歳の時、松竹映画『張込み』のロケ隊が実家の旅館に押し寄せてきた。ロケ隊が1ヶ月も宿泊地として借りきったためであった。特に刑事役の宮口精二から可愛がられた。小学校4年の時に黒澤明監督の『椿三十郎』に感銘を受けたのが、映画の世界をめざす契機となった。
佐賀県立佐賀西高等学校卒業後、本格的に映画を勉強する事を志し、早稲田大学第一文学部演劇科に入学。大学1年の時、黒澤監督作品「どですかでん」が赤字となり、それが発端で、黒澤の自殺未遂事件が起きた。その時黒澤についての卒業論文を書くことを決める。その黒澤明本人と偶然にも、映画館で隣り合わせに座り、インタビューすることに成功。完成した卒論『黒澤明その音と映像』は、16年後に出版化される。
早大卒業後、キネマ旬報社に入り、パリ駐在員として3年間フランスに滞在。その間、ルネ・クレマンなど当時存命だった巨匠たちへのインタビューを数多くこなす。
帰国後、ビデオプロダクションに移籍。CM作品、ビデオクリップを演出するなど、映画評論家のみならず映像ディレクターとしても活躍した。
その後、ビデオプロダクションを辞め、故郷と東京を往復。1985年より、今の佐賀市富士町で行われている「古湯映画祭」の総合ディレクターを務める。
1991年、著書『映画に学ぶビデオ術』が基になり、フジテレビの深夜番組『アメリカの夜』が放送された。この番組でナビゲーター役を務めた宝田明は、この時のキャラクターが基で、後にNHK朝の連続テレビ小説『私の青空』（2000年度前半）に欧米かぶれの村井譲二役で出演することになる。
東京では、日本映画学校、桐朋学園短期大学、多摩美術大学で教えていたが、現在は地元の佐賀大学の特任教授となり、九州龍谷短期大学でも教鞭も執っている。
2010年6月、モスクワ映画祭に招待され、黒澤明生誕100周年を記念して開催された「黒澤明シンポジウム」で、日本代表として講演を行った。
2011年6月26日、経済産業省が行ったケーブルテレビ番組「玄海原子力発電所の再開説明会」に、7人の県民代表の一人として参加。この番組が後に九州電力の“やらせメール事件”に発展し、騒動の渦中に巻き込まれた。

## 著作
- 『巨匠のメチエ・黒澤明とスタッフたち　インタビュー集』フィルムアート社、1987
- 『映画に学ぶビデオ術 テレビカメラ編』CBSソニー、1988
- 『黒沢明 音と映像』立風書房　1990
- 『映画に学ぶビデオ術1  (基礎カメラ・ワーク編)』改訂版 ソニー・マガジンズ　1991
- 『映画の名湯ベスト57 湯けむりシネマ紀行』小学館文庫 1998
- 『巨匠たちの映画術』キネマ旬報社　1999
- 『黒澤明を求めて』キネマ旬報社　2000　キネ旬ムック
- 『シネマ・ミーツ・クラシック 94人の大作曲家が書いた映画音楽』音楽之友社　2000
- 『一人でもできる映画の撮り方』洋泉社　2003
- 『黒澤明と早坂文雄 風のように侍は』筑摩書房　2005
- 『映画でクラシック!』新潮社　2007
- 『黒澤明 封印された十年』新潮社　2007
- 『黒澤チルドレン』小学館文庫 2010
- 『ぶれない男 熊井啓』新潮社 2010
- 『殉愛 原節子と小津安二郎』新潮社 2012／講談社文庫 2017
- 『清張映画にかけた男たち 『張込み』から『砂の器』へ』新潮社、2014年11月。ISBN 978-4-10-303935-8。
- 『輝け！キネマ　巨匠と名優はかくして燃えた』筑摩書房〈ちくま文庫〉、2021年6月。ISBN 978-4-480-43747-1。[2]
- 『君は「七人の侍」を見たか？』ヒカルランド 2022
- 『北の前奏曲　早坂文雄と伊福部昭の青春』音楽之友社 2023